# Cagdianao
Cagdianao é um município de  terceira classe de renda municipal (d) na província Ilhas de Dinagat, nas Filipinas. De acordo com o censo de 1 de maio  de  2020 possui uma população de 18 350 pessoas e 4 466 domicílios.